# Oligostigmoides
Oligostigmoides là một chi bướm đêm thuộc họ Crambidae.